# لويس (مغني)
لويس (بالصربية: Луис)‏ هو مغني صربي، ولد في 25 يونيو 1952 في ليسكوفاتس في صربيا، وتوفي في 31 يوليو 2011 في Feketić ‏ في صربيا بسبب حادث مرور.

## وصلات خارجية
- الموقع الرسمي
- لويس على موقع IMDb (الإنجليزية)
- لويس على موقع ميوزك برينز (الإنجليزية)
- لويس على موقع ديسكوغز (الإنجليزية)